# 日本スポーツ用品協同組合連合会
日本スポーツ用品協同組合連合会（にほんスポーツようひんきょうどうくみあいれんごうかい、通称：JSERAは、日本においてスポーツ用品小売業者によって組織された40の協同組合と7の組合から構成される協同組合連合会。

## 事業内容
スポーツ用品小売にかかわる情報を共有し、組合員の経済的地位の安定を図ることを目的としている。

## 沿革
- 1959年（昭和34年）10月27日 - 全国運動用具小売商組合連合会創立。
- 1999年（平成11年） - 法人化し通称をJSRとする。
- 2008年（平成20年） - 日本スポーツ用品協同組合連合会に改称。

## 関連団体
- 全国運動用品商工団体連合会
  - 日本スポーツ用品工業協会
  - 全日本スポーツ用品卸商組合連合会
  - 日本ゴルフ用品協会
  - 日本スキー産業振興協会